# 儀仗

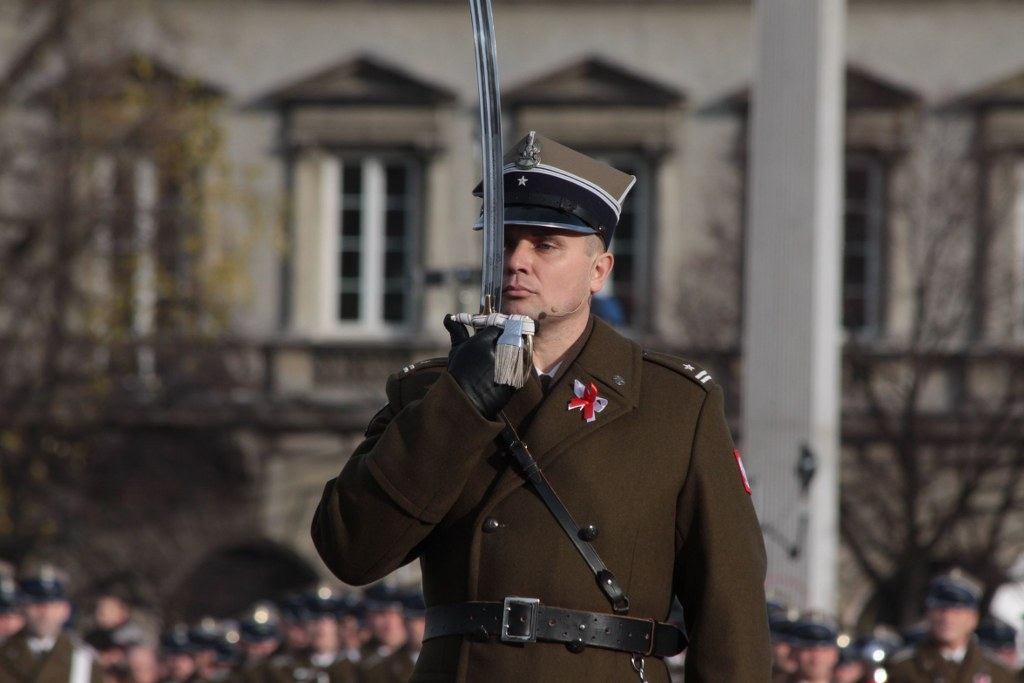
波兰陆军少校举起军刀敬礼。

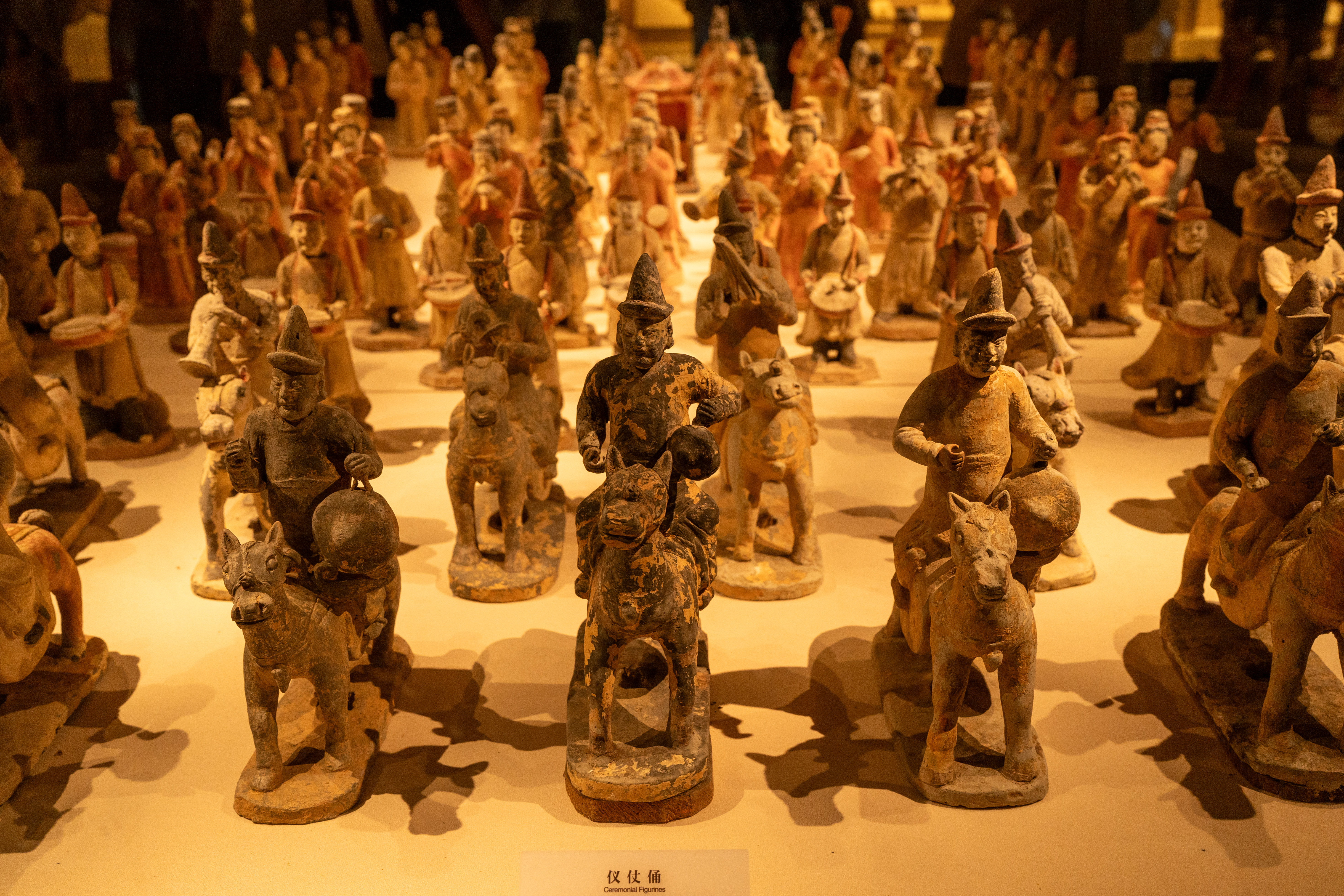
仪仗俑，摄于江西省博物馆

仪仗（英語：ceremonial weapon），又称仪仗武器或礼宾武器，顾名思义即礼仪用途的兵仗，是一种出于仪式目的以显示权力或权威的物品。它们经常被用于军队阅兵以及制式礼服的一部分。
尽管仪仗武器多源自真实战斗中使用的武器，但通常并不真正用于攻击。其形式，特别是它们的饰面和装饰通常是为了显示地位和权力，并成为令人印象深刻的景象，而不是为了作为武器的实用性。通常仪仗武器是用贵金属或其他材料制成的，这使得它们过于脆弱，不适合战斗使用。 对于仪仗用剑，一个例子是剑的平衡性可能很差。 然而，从历史上看，许多礼仪武器也能够用于实战，尤其是在军队中。